# Real Football 2009
Real Football 2009 est un jeu de sport sorti sur iPod et iPhone le 8 septembre 2008, et sur Nintendo DS le 29 janvier 2009 en Europe. Il fut lancé le 24 avril 2009 sur DSiWare au prix de 800 Nintendo Points.

## Accueil
Nintendo DS
| Site          | Note  |
| ------------- | ----- |
| Jeuxvideo.com | 12/20 |
| JeuxActu.com  | 11/20 |
| Gamekult      | 5/10  |
| IGN           | 7/10  |